# ورزشگاه وریتاس
ورزشگاه وریتاس (فنلاندی: Veritas Stadion) یک ورزشگاه فوتبال در شهر تورکو، فنلاند است.
این ورزشگاه که در سال ۱۹۵۲ تأسیس شده یکی از ورزشگاه‌های میزبان مسابقات فوتبال بازی‌های المپیک تابستانی ۱۹۵۲ بوده‌ است.